# Perereca
Perereca (do verbo tupi pererek, saltitar) é uma designação genérica de anfíbios da ordem Anura da família Hylidae, Pelodryadidae ou Phyllomedusidae. No Brasil e em Portugal também é conhecida por rela.
É um anfíbio do grupo ao qual pertencem também os sapos e as rãs, com centenas de espécies diferentes, como a Scinax perereca, da família Hylidae.
Várias espécies, como a Corythomantis greeningi, que vive na Caatinga, são venenosas.

## Etimologia
O nome provém da língua tupi. Conforme Eduardo Navarro, perereca na verdade é uma contração de ju'íperereca, nome que foi registrado no século XVI para se referir ao animal e cujo primeiro elemento (ju'í, rã) caiu. Juiperereca significava "rã saltadeira", composição de ju'í com o verbo pererek, ir aos pulos, saltitar.

## Classificação
Reino: Animalia; Filo: Chordata; Classe: Amphibia; Grupo: Salientia; Ordem: Anura

## Morfologia

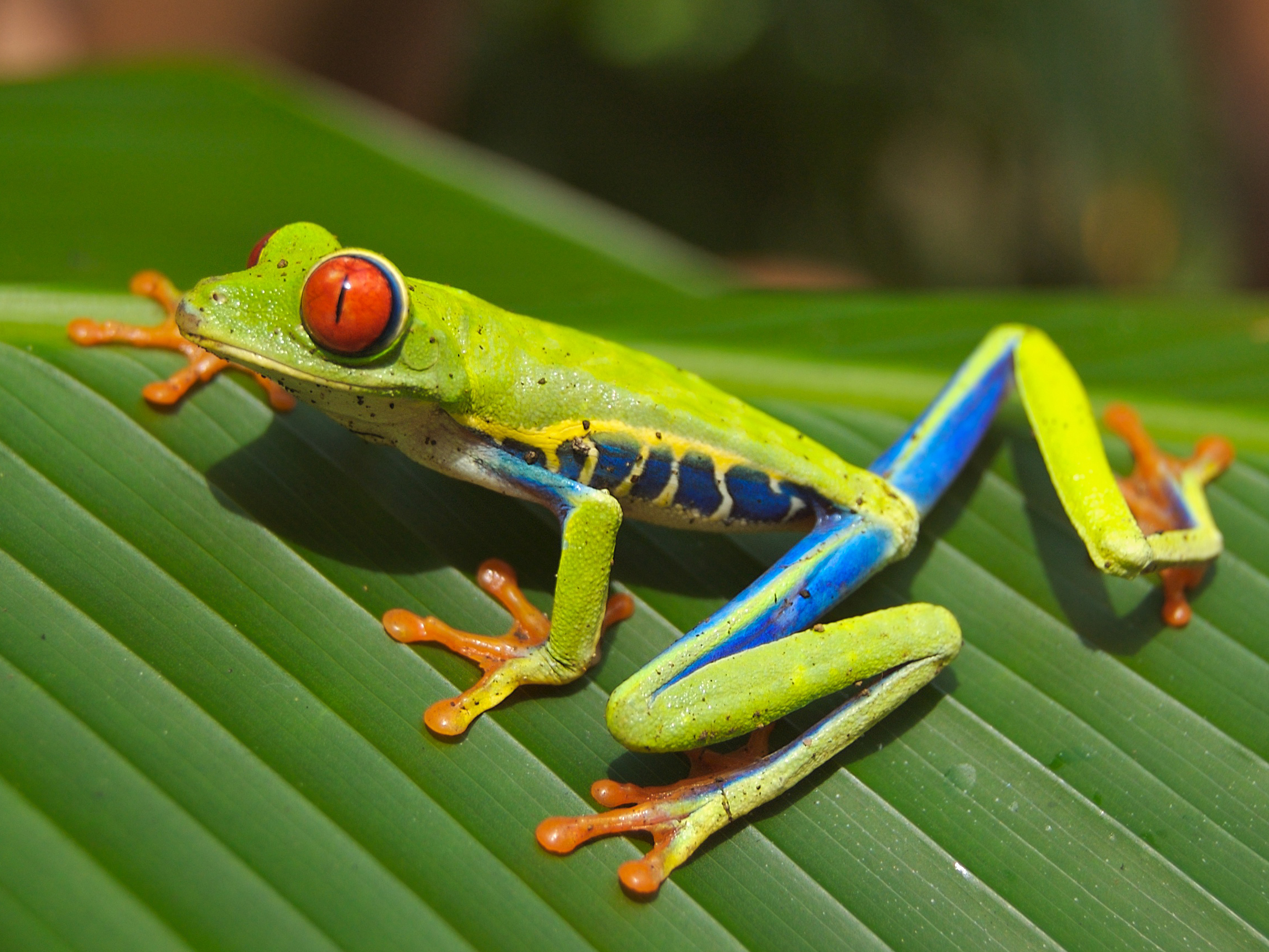
Perereca do olho vermelho: pernas longas facilitam o salto destes pequenos anfíbios

Pererecas têm pele úmida e lisa, olhos saltados, pernas finas e longas e são animais pequenos. Seus dedos têm ventosas nas pontas, o que permite que elas subam e se prendam a superfícies verticais, como árvores e paredes. Ela também têm membranas interdigitais (entre os dedos), que funcionam como “asas”, estabilizando os saltos do animal. Devido a estas membranas e suas pernas longas, elas conseguem realizar longos saltos, chegando a atingir cerca de 2 metros.
Várias espécies são venenosas e seu veneno fica nas costas, explicou o Globo Natureza. O veneno costuma afastar os predadores.

## Bioma e habitat

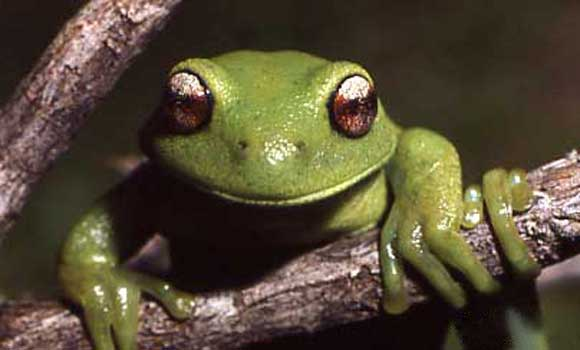
A perereca verde é uma das mais comuns no Brasil

Encontradas em quase todo planeta, as pererecas geralmente habitam locais úmidos, perto de córregos e riachos, já que seus filhotes (girinos) precisam da água para se desenvolver, e costumam viver em árvores ou arbustos mais altos. "Ficam na vegetação próximo aos riachos, lagos, rios e represas e não é raro após uma chuva encontrá-las em nosso jardim, ou em lugares úmidos da casa", escreveu a Fiocruz.
No Brasil existem mais de 350 espécies de pererecas, escreveu o biólogo Henrique Caldeira Costa, do Departamento de Zoologia da Universidade Federal de Juiz de Fora, em seu blog.
Entre as espécies mais comuns no Brasil está a Aplastodiscus perviridis, também chamada de "perereca verde".
Nota: leia os artigos Phrynomedusa appendiculata e Osteocephalus taurinus

### Espécies brasileiras
- Perereca-De-Capacete (Corythomantis greeningi), que vive na Caatinga
- Pererequinhas-de-bromélia, entre elas a Phyllodytes luteolus e a Phyllodytes magnus[12]
- Perereca-verde-de-fímbria (Phrynomedusa fimbriata)[13]
- Aparasphenodon pomba[14]

## Hábitos

### Reprodução
Assim como os sapos e rãs, a perereca também se reproduz por meio de ovos, que dão origem a girinos, ou filhotes.
Segundo a Fiocruz, o método das pererecas se reproduzirem é bem "curioso": primeiro a fêmea escolhe uma árvore pendente sobre o pântano, riacho ou grandes poças de água; ela então deposita os ovos, envolvidos por uma substância pegajosa, nas folhas dos ramos mais baixos; depois, com ajuda geralmente do macho, a fêmea bate com as patas traseiras nessa massa até que ela fique como clara batida em neve; quando os girinos nascem, soltam uma substância livrando-os da massa pegajosa; depois caem na água, onde se desenvolvem até serem adultos.

### Locomoção
Locomovem-se através de saltos ou escalando superfícies verticais, como árvores. Elas também nadam, caminham e correm.  

Formas de locomoção das pererecas

### Alimentação
Como os anuros em geral, alimentam-se de insetos, que capturam ao lançarem para fora da boca a língua musculosa, longa e pegajosa, que é presa ao assoalho da boca pela extremidade anterior. Algumas espécies também se alimentam de larvas - incluindo de mosquitos que transmitem doenças como dengue, zika ou chikungunya - como a Phyllodytes magnus, ou a pererequinhas-de-bromélia.

## Curiosidades

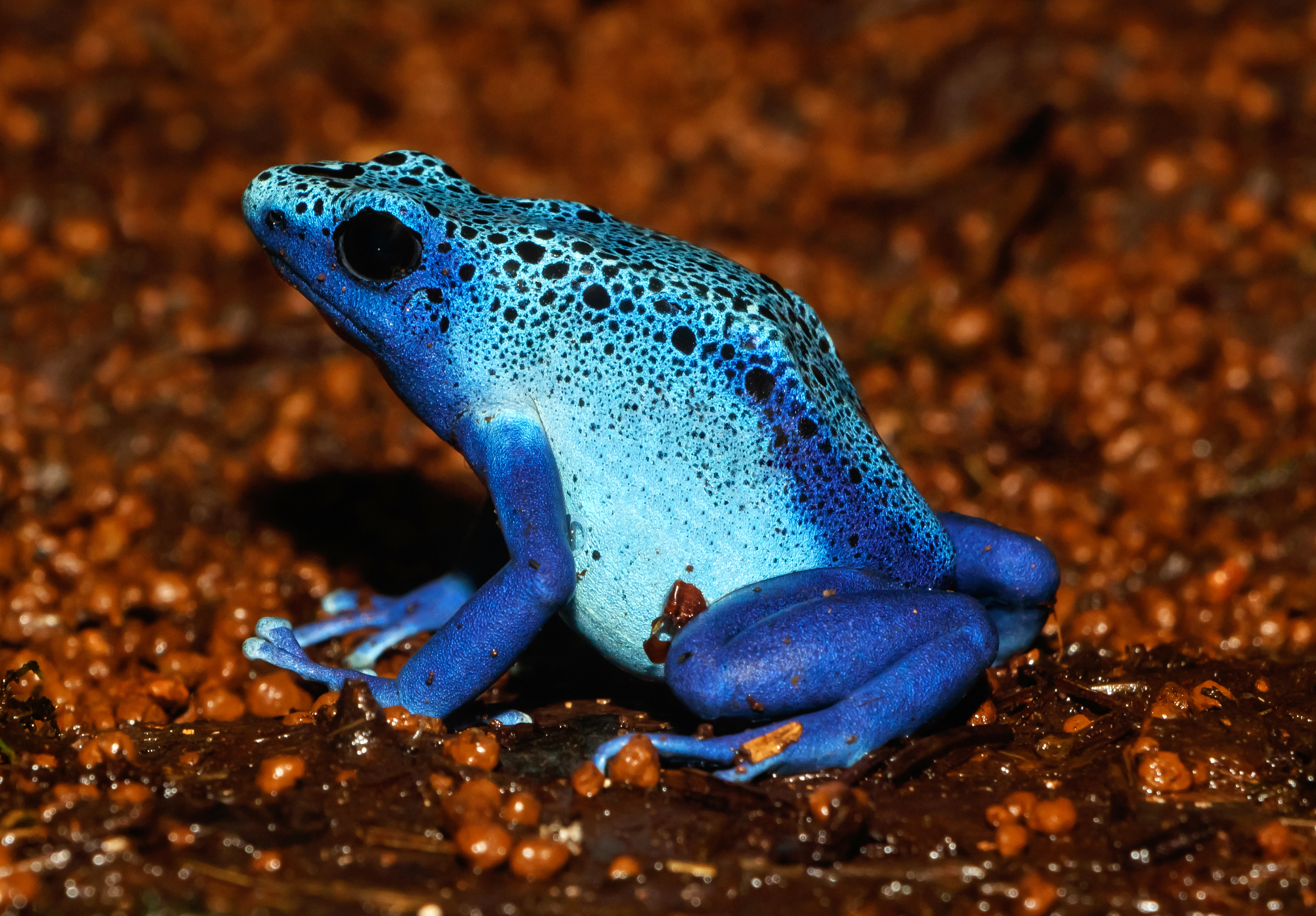
Dendrobates azureus ou perereca azul do veneno de dardo

- No Brasil, "perereca" também é o nome popular para vagina
- Frogmore Cottage, uma residência da família real britânica, recebeu seu nome devido à quantidade de pererecas que habitavam seu entorno
- Quanto mais colorida, mais venenosa é a perereca - ou o anuro em geral[6][10]
- Algumas delas são utilizadas na medicina indígena tradicional, explica a Enciclopédia Britânica
- O veneno das pererecas também é usado por indígenas para matar pequenos animais ou inimigos[6]
- Segundo o Brasil Escola/UOL, nem sempre os anuros são vistos com simpatia, principalmente porque há muito tempo - na Idade Média, principalmente - estes estarem associados à bruxaria[10]